# Pindara
Pindara (aussi appelé Pindaraka ou Pindataraka) est un village près de Dwarka, dans la baie du golfe de Kutch, dans le district de Devbhoomi Dwarka dans le Gujarat en Inde.

## Histoire

### Dans la littérature
Dans le Mahabharata (3.82), Pindaraka est décrit par "Il faut se rendre à Dwaravati avec des sens maîtrisés et une alimentation régulée, puis se baigner dans le lieu saint appelé Pindaraka, [où] on obtient le fruit de dons d'or en abondance".[réf. nécessaire] Anushasanaparva (25,57) du Mahabharata mentionne également Pindaraka comme site de pèlerinage.
Il est situé à Ujjyantha Parva, et également décrit dans le Mahabharatha comme "Ujjayantaparvata, cette montagne est située à Saurashtra près du temple de Pindaraka. On dit que cette montagne a des pouvoirs mystiques selon Mahabharata Vanaparva chapitre 21." Le temple a été submergé dans la mer à la fin de l'affrontement de Dwaraka avec Yadava[réf. nécessaire].
Cet endroit est aussi celui où les saints ( rishis) ont maudit le clan Yadava, ce qui a entraîné la destruction du clan[réf. nécessaire].

### Archéologie

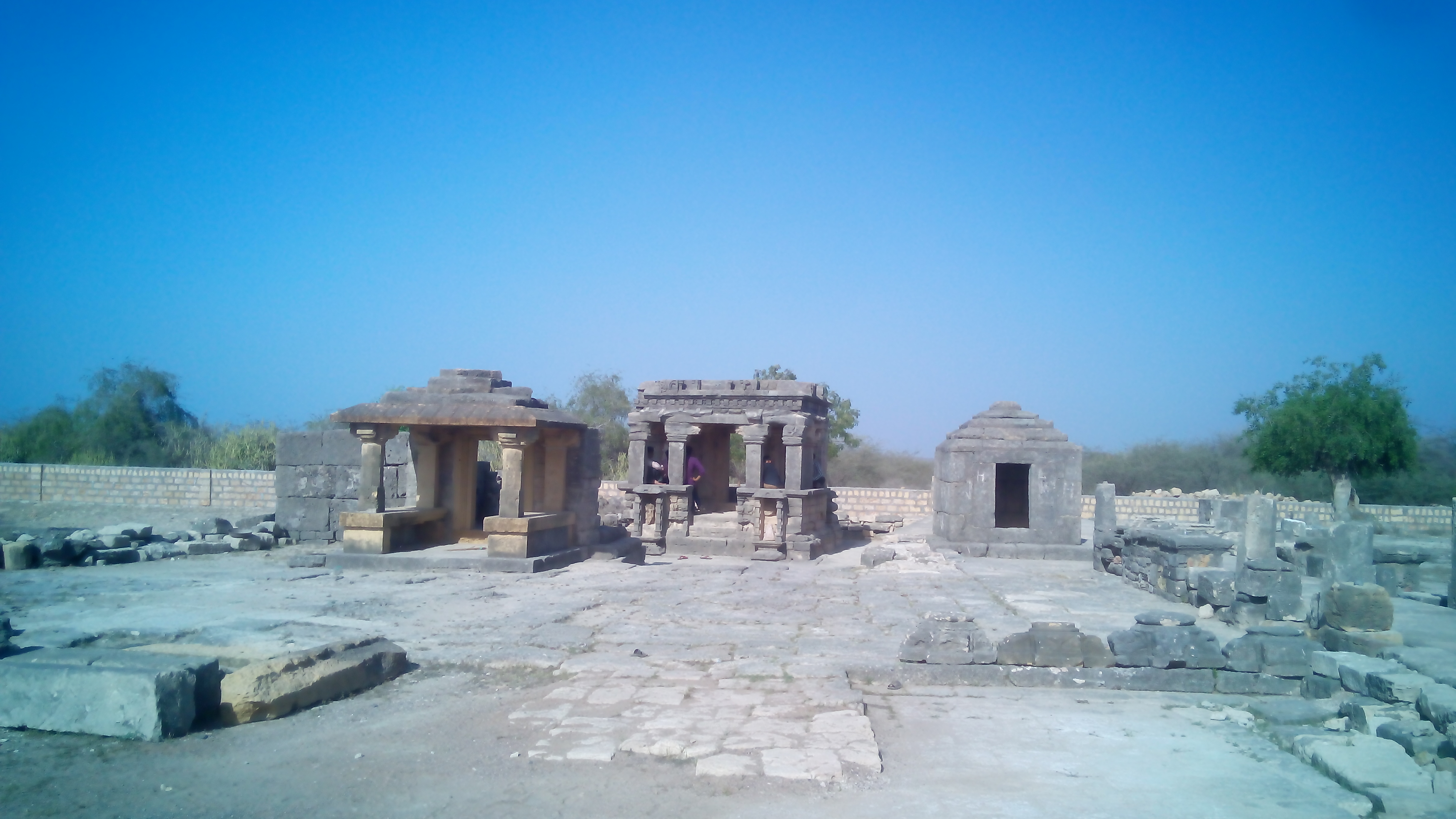
Temples de Pindara datés du 7e au 10e siècle

Le site était occupé au Paléolithique précoce. Une fouille a permis de trouver de la vaisselle polie rouge et des morceaux d'amphores qui suggèrent un établissement précoce et une connexion maritime avec la Méditerranée. Le site était un lieu de pèlerinage dès le 8e siècle.
Un groupe de cinq temples et un mandapa sont situés près du village, datant du 7e au 10e siècle. Ces monuments sont protégés en tant que patrimoine architectural ,.
L' Institut national d'océanographie de Goa a découvert un complexe de temples submergés le long de la côte de Pindara. Une exploration à terre dans le nord-ouest de Saurashtra a révélé les restes d'un complexe de temples actuellement dans la zone de marée.